# Drooglegging (waterbeheer)

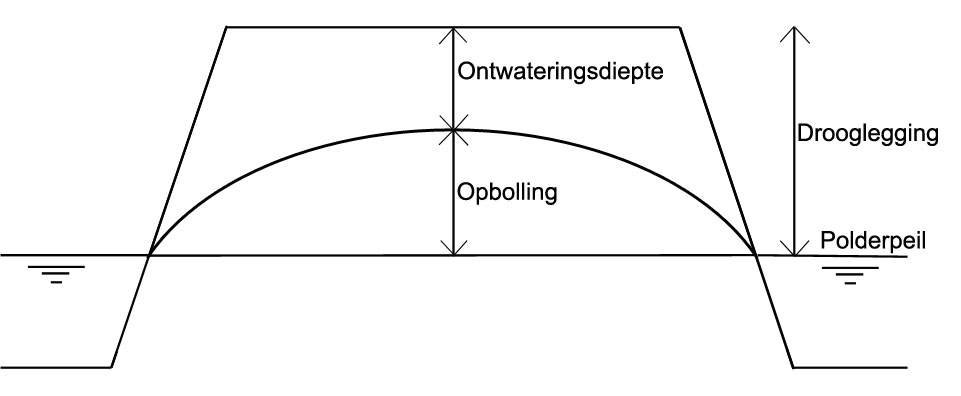
Verschil tussen drooglegging en ontwateringsdiepte

Drooglegging is een term uit het waterbeheer. Hiermee wordt het verschil tussen het maaiveld en het polderpeil aangeduid. 
Deze term dient niet verward te worden met de ontwateringsdiepte of een droogmakerij.
Voor weidevogels is een drooglegging van 20-25 cm in veengrond en 20-50 in kleigrond optimaal 